# ATP Challenger Bangkok-2
Das ATP Challenger Bangkok-2 (offizieller Name: Bangkok II Open, vormals Job Topgun Bangkok Open II) war ein Tennisturnier in Bangkok, das zwischen 2016 und 2020 jährlich ausgetragen wurde. Es war Teil der ATP Challenger Tour und wurde im Freien auf Hartplatz ausgetragen.

## Liste der Sieger

### Einzel
| Jahr | Sieger            | Finalgegner                 | Ergebnis             |
| ---- | ----------------- | --------------------------- | -------------------- |
| 2020 | Federico Gaio     | Robin Haase                 | 6:1, 4:6, 4:2 aufgg. |
| 2019 | James Duckworth   | Alejandro Davidovich Fokina | 6:4, 6:3             |
| 2018 | Marcel Granollers | Enrique López Pérez         | 4:6, 6:2, 6:0        |
| 2017 | Janko Tipsarević  | Li Zhe                      | 6:2, 6:3             |
| 2016 | Michail Juschny   | Adam Pavlásek               | 6:4, 6:1             |

### Doppel
| Jahr | Sieger                                    | Finalgegner                        | Ergebnis          |
| ---- | ----------------------------------------- | ---------------------------------- | ----------------- |
| 2020 | Gonzalo Escobar Miguel Ángel Reyes Varela | Gong Maoxin Zhang Ze               | 6:3, 6:3          |
| 2019 | Li Zhe Gonçalo Oliveira                   | Enrique López Pérez Hiroki Moriya  | 6:2, 6:1          |
| 2018 | Jamie Cerretani Joe Salisbury             | Enrique López Pérez Pedro Martínez | 6:75, 6:3, [10:8] |
| 2017 | Sanchai Ratiwatana Sonchat Ratiwatana     | Sadio Doumbia Fabien Reboul        | 7:64, 7:5         |
| 2016 | Wesley Koolhof Matwé Middelkoop           | Gero Kretschmer Alexander Satschko | 6:3, 7:61         |